# Église du Corpus Christi (Niasvij)
Pour les articles homonymes, voir Église du Corpus Christi.
L'église du Corpus Christi (biélorusse : Касцёл Цела Божага, Kastsiol Tsela Bojaha ; russe : Костёл Тела Господня, Kostiol Tela Gospodnia) est une église catholique baroque située à Niasvij (ou Nesvij), aujourd'hui en Biélorussie. C'est une des premières églises baroques construites en Europe de l'Est (aux confins de l'Europe de l'Ouest). C'est la nécropole de la famille princière Radziwiłł et peut-être le seul exemple d'une nécropole familiale de ce rang en Europe de l'Est : le cercueil d'Antoine Radziwiłł, mort à Londres en 1999, y repose notamment parmi ceux de ses ancêtres. Elle est inscrite au patrimoine architectural de la Biélorussie. Elle se situe à cinq cents mètres du corpus du château de Niasvij en face des grilles d'entrée du parc.

## Histoire
Cette église dédiée au Saint Sacrement, ou Corps du Christ, a été construite entre 1584 et 1593 par le frère jésuite Giovanni Maria Bernardoni (en) (1541-1605), architecte italien qui œuvra toute sa vie en Pologne, pour les jésuites de la région qui venaient d'y ouvrir un collège. C'est donc la première église construite par les Jésuites après que le royaume de Pologne et le grand duché de Lituanie se sont unis par l'union de Lublin. Elle est de style baroque primitif et s'inspire du Gesù à Rome (1584).
L'ordre des jésuites, la Compagnie de Jésus, supprimé par le pape Clément XIV (1773) en Europe occidentale, ne fut pas inquiété en Russie, car le décret de suppression n'y fut pas promulgué, à la suite de la décision de l'impératrice Catherine II et du rattachement de la région à la Russie à la suite du premier partage de la Pologne en 1772. Les jésuites restèrent donc à Nesvij (Niasvij en biélorusse, Nieświeź en polonais) qui faisait partie de la Russie. Ils y demeurèrent jusqu'en 1826, date à laquelle ils durent quitter la région, après presque deux cent cinquante ans de présence.

## Architecture
L'église se présente sur un plan basilical à trois nefs, avec une abside. Elle est couronnée en son milieu d'une coupole, dominée par une lanterne à bulbe. La façade de l'église se présente en une composition à deux étages avec des éléments verticaux et horizontaux. Les premiers montrent des pilastres élégants, les seconds différents types de corniches. Des lignes courbes, des niches pour des sculptures, des lunettes s'ajoutent au vocabulaire baroque de l'édifice.
L'intérieur de l'église utilise à profusion pas de vis et peinture. Le maître-autel est décoré d'une représentation de la dernière Cène du milieu du XVIIIe siècle, date à laquelle la coupole a été restaurée.

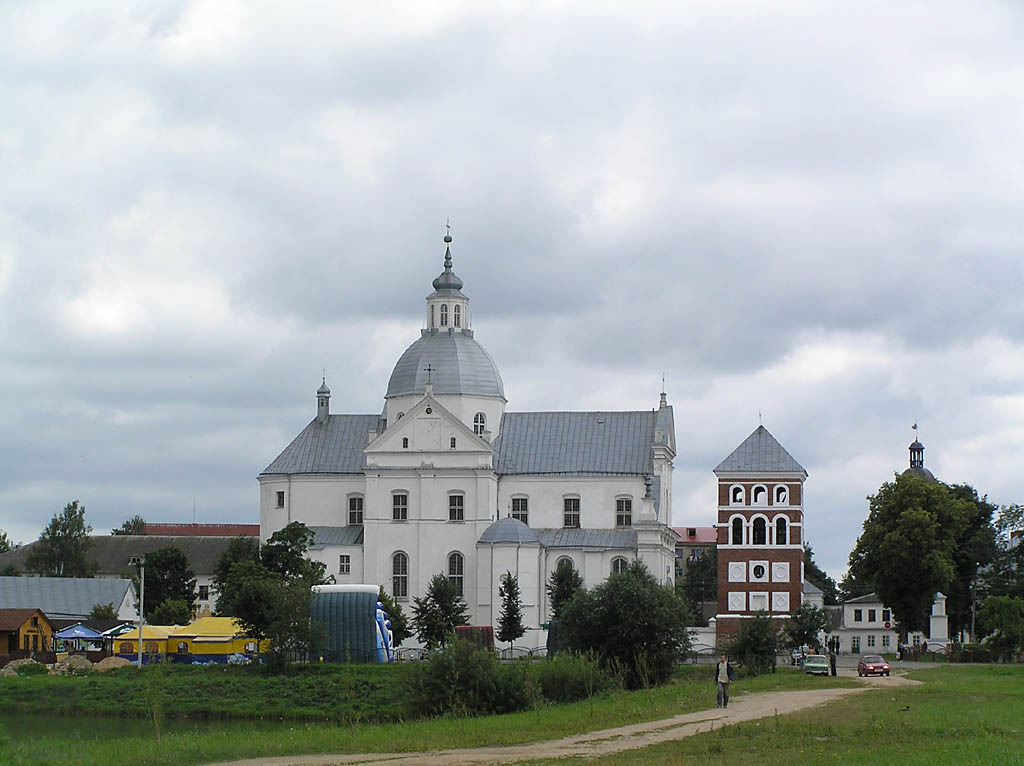
L'église vue de côté

## Sources
- (ru) Cet article est partiellement ou en totalité issu de l’article de Wikipédia en russe intitulé « Фарный костел (Несвиж) » (voir la liste des auteurs).